# Burgstall Rossau
Der Burgstall Rossau bezeichnet eine abgegangene hoch- oder spätmittelalterliche Höhenburg in Spornlage auf 740 m ü. NHN etwa 200 Meter westnordwestlich von Rossau, südlich vom „Wilden Graben“ im Bereich der Gemeinde Altenstadt im Landkreis Weilheim-Schongau in Bayern.
Von der ehemaligen Burganlage ist nichts erhalten, heute ist die Stelle als Bodendenkmal D-1-8231-0039 „Burgstall des hohen oder späten Mittelalters“ vom Bayerischen Landesamt für Denkmalpflege erfasst.